# Podgradina (Posedarje)
Podgradina est un village de la municipalité de Posedarje (Comitat de Zadar) en Croatie. Au recensement de 2011, le village comptait 684 habitants.